# Pat Harrigan

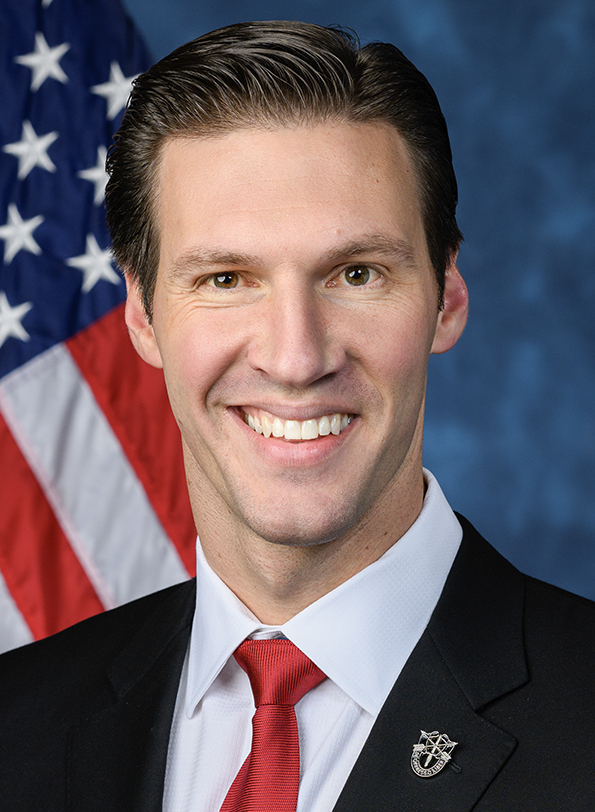
Pat Harrigan (2025)

Patrick „Pat“ Luke Harrigan (* 21. Juni 1987 im San Diego County, Kalifornien) ist ein US-amerikanischer Politiker der Republikanischen Partei. Harrigan wurde 2024 im 10. Kongresswahlbezirk North Carolinas in das Repräsentantenhaus der Vereinigten Staaten gewählt.

## Leben
Pat Harrigan schloss seine Schulbildung an einer High School in San Diego ab. Er besuchte die United States Military Academy in West Point und schloss dort 2009 mit einem Bachelor in Nuklear-Ingenieurwesen ab.
Nach dem Abschluss in West Point diente er als Platoonführer und dann auf einem Außenposten in Afghanistan. Es folgte eine Ausbildung für Spezialkräfte in North Carolina. Er kehrte dann als Kommandeur einer Einheit der Green Berets zurück nach Afghanistan.
Er heiratete 2010 und hat mit seiner Frau zwei Kinder. Noch während seiner Dienstzeit begannen er und seine Frau in ihrer Wohnung bei Fayetteville ein Waffenunternehmen, welches wuchs. Nachdem er 2016 den Militärdienst beendet hatte, wuchs das Unternehmen mit zwei weiteren Partnern und Zukäufen zweier anderer Unternehmen zu einer Fabrik für Handfeuerwaffen.

## Politik
Laut Pat Harrigans Wahlkampfhomepage war der Anlass für ihn, in die Politik zu gehen, der Abzug aus Afghanistan 2021.
Harrigan trat erstmals bei der Kongresswahl 2022 in North Carolinas neugeschaffenen 14. Kongresswahldistrikt an. Er konnte zunächst die republikanische Vorwahl in dem Wahlkreis mit 75,7 % der Stimmen für sich entscheiden. Während des folgenden Wahlkampfes schoss jemand auf das Haus von Harrigans Eltern in Hickory, wobei ein Fenster beschädigt wurde. Pat Harrigan warf seinem demokratischen Kontrahenten Jeff Jackson vor, dass dessen Politik zu um sich greifenden Verbrechen und politische Gewalttaten geführt habe. Jackson behauptete demgegenüber, dass Harrigan nicht ordnungsgemäß im Wahldistrikt als Wähler registriert sei. Im November musste sich Harrigan dem Demokraten Jackson, der wie Harrigan Veteran ist, geschlagen geben.
Im August 2023, weniger als ein Jahr nach seiner Niederlage und bevor die Kongresswahlbezirke neu festgelegt waren, kündigte Pat Harrigan an, dass er bei der Kongresswahl 2024 erneut antrete. Er begründete seine Kandidatur damit, dass das Land Führer brauche, die für die Verfassung einstünden, Vertrauen in Wahlen wieder herstellten, die Grenzen sicherten, Vertrauen bei Verbündeten und Furcht bei Feinden schaffen würden. Im Dezember 2023 entschied er sich diesmal im 10. Kongresswahlbezirk anzutreten. Bei der Vorwahl in dem Lincoln County, Catawba County und Iredell County umfassenden und bis Winston-Salem reichenden Wahlbezirk setzte er sich mit 41,2 % durch. Mit 57,5 % gewann Pat Harrigan auch die Hauptwahl im November. Er folgte damit dem Republikaner Patrick McHenry nach, der während des 118. Kongresses kurz als Sprecher pro tempore im Repräsentantenhaus gedient hatte, nachdem der sich zur Ruhe gesetzt hatte.